# Schistidium
Schistidium Bruch & Schimp., 1845 è un genere di muschi della famiglia Grimmiaceae.

## Descrizione
Questi muschi hanno fusticini alti mediamente 10–40 mm (in alcune specie sino a 180 mm), spesso aggregati in densi cuscini, di colore olivaceo, verde o brunastro, spesso con toni gialli, arancioni o rossi.

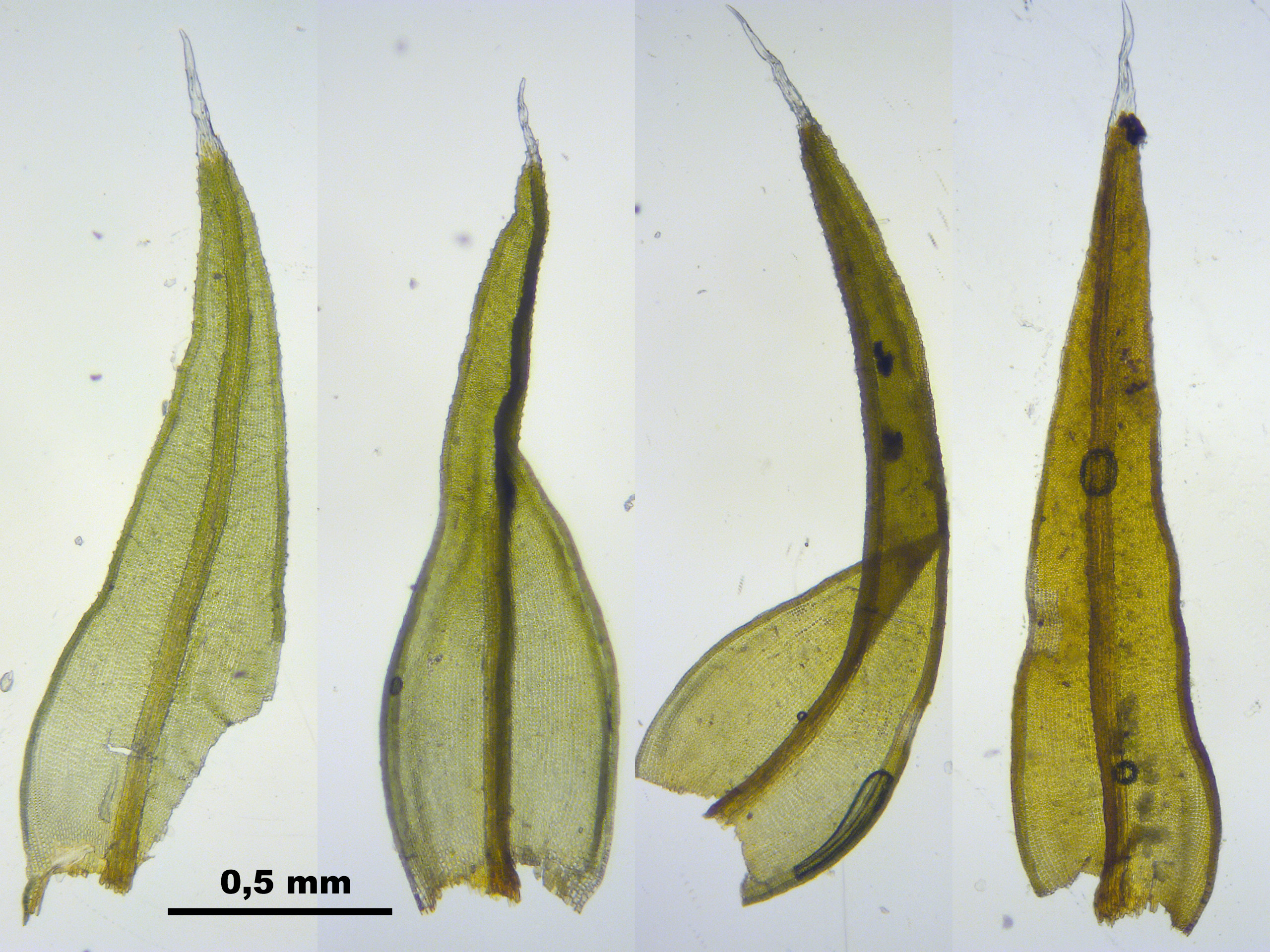
Foglie di Schistidium papillosum

Le foglie sono ovato-lanceolate, occasionalmente ovato-triangolari, meno frequentemente lanceolate o ellittiche, carenate o concave prossimalmente, fortemente carenate o quasi piatte distalmente, con margini ricurvi. 
Sono in prevalenza specie monoiche, raramente dioiche.
Le capsule, erette, sono sorrette da una sottile seta  e sono di forma grossolanamente cilindrica o campanulata, con opercolo rostrato o raramente mammillato; caliptra cucullata o mitrata, che ricopre solo parzialmente l'opercolo.

## Distribuzione e habitat
Il genere ha una distribuzione cosmopolita essendo presente in tutti i continenti compreso l'Antartide.

## Tassonomia
Il genere comprende le seguenti specie:
- Schistidium abrupticostatum (Bryhn) Ignatova & H.H.Blom
- Schistidium agassizii Sull. & Lesq.
- Schistidium alfredii (R.Br. bis) Ochyra
- Schistidium ambiguum Sull.
- Schistidium amblyophyllum (Müll. Hal.) Ochyra & Hertel
- Schistidium andinum (Mitt.) Herzog
- Schistidium andreaeopsis (Müll. Hal.) Laz.
- Schistidium angustissimum (P. de la Varde) Ochyra
- Schistidium antarctici (Cardot) L.I.Savicz & Smirnova
- Schistidium antipodum (Müll. Hal.) Ochyra
- Schistidium aomoriense (Cardot) Ochyra & Bedn.-Ochyra
- Schistidium apocarpum (Hedw.) Bruch & Schimp.
- Schistidium atrichum (Müll. Hal. & Kindb.) W.A. Weber
- Schistidium atrofuscum (Schimp.) Limpr.
- Schistidium australiense Ochyra
- Schistidium austropatens (Rehmann ex Broth.) Ochyra & Bedn.-Ochyra
- Schistidium austrosibiricum Ignatova & H.H.Blom
- Schistidium bakalinii Ignatova & H.H.Blom
- Schistidium beckettianum (Müll. Hal.) Ochyra
- Schistidium boreale Poelt
- Schistidium boschbergianum (Müll. Hal.) Ochyra
- Schistidium brunnescens Limpr.
- Schistidium bryhnii I.Hagen
- Schistidium caffrum (Rehmann ex Müll. Hal.) Ochyra
- Schistidium calycinum (Herzog) Ochyra
- Schistidium canadense (Dupr.) Ignatova & H.H.Blom
- Schistidium canterburiense Ochyra
- Schistidium chalubinskii Pilous
- Schistidium chenii (S.H.Lin) T.Cao, C.Gao & J.C.Zhao
- Schistidium chocayae Herzog
- Schistidium chrysoneurum (Müll. Hal.) Ochyra
- Schistidium cinclidodonteum (Müll. Hal.) B. Bremer
- Schistidium coloradense (Austin) Ochyra
- Schistidium confertum (Funck) Bruch & Schimp.
- Schistidium confusum H.H.Blom
- Schistidium convergens J. Guerra & M.J. Cano
- Schistidium crassipilum H.H.Blom
- Schistidium crassithecium H.H.Blom ex B.H.Allen
- Schistidium crenatum H.H.Blom
- Schistidium cribrodontium (Herzog) Ochyra
- Schistidium cryptocarpum Mogensen & H.H.Blom
- Schistidium cupulare (Müll. Hal.) Ochyra
- Schistidium cyathiforme (R. Br. bis) Ochyra
- Schistidium deceptionense Ochyra, Bedn.-Ochyra & R.I.L. Sm.
- Schistidium deguchianum Ochyra & Bedn.-Ochyra
- Schistidium denticulatum (Cardot) Ochyra & Bedn.-Ochyra
- Schistidium depile (Müll. Hal.) Ochyra
- Schistidium dupretii (Thér.) W.A. Weber
- Schistidium echinatum Ignatova & H.H.Blom
- Schistidium elegantulum H.H.Blom
- Schistidium falcatum (Hook.f. & Wilson) B. Bremer
- Schistidium filicaule (Müll. Hal.) Ochyra & Bedn.-Ochyra
- Schistidium flaccidum (De Not.) Ochyra
- Schistidium flexicaule (Müll. Hal.) Ochyra
- Schistidium flexifolium (Hampe) Ochyra
- Schistidium flexipile (Lindb. ex Broth.) G. Roth
- Schistidium foraminismartini Kiebacher, Köckinger & H.H.Blom
- Schistidium frahmianum Ochyra & Afonina
- Schistidium frigidum H.H.Blom
- Schistidium frisvollianum H.H.Blom
- Schistidium gracillimum (E.B. Bartram) Ochyra
- Schistidium grande Poelt
- Schistidium grandirete H.H.Blom
- Schistidium griseum (Nees & Hornsch.) J.Guerra
- Schistidium halinae Ochyra
- Schistidium hedwigiaceum (Müll. Hal.) Ochyra
- Schistidium helveticum (Schkuhr) Deguchi
- Schistidium heterophyllum (Kindb.) T.T.McIntosh
- Schistidium holmenianum Steere & Brassard
- Schistidium ignatovae C.Feng, X.L.Bai, J.Kou & W.Li
- Schistidium kiyoshii (S. Okamura) Ochyra & Bedn.-Ochyra
- Schistidium konoi (Broth.) Ignatova & H.H.Blom
- Schistidium laingii (R. Br. bis) Ochyra
- Schistidium lancifolium (Kindb.) H.H.Blom
- Schistidium leptoneurum Ochyra
- Schistidium lewis-smithii Ochyra
- Schistidium liliputanum (Müll. Hal.) Deguchi
- Schistidium limbatulum (Müll. Hal.) Ochyra & Bedn.-Ochyra
- Schistidium macrotylum (Cardot & Broth.) Ochyra
- Schistidium mamillatum (Cardot) Ochyra & Bedn.-Ochyra
- Schistidium maoricum (Paris) Ochyra
- Schistidium marginale H.H.Blom, Bedn.-Ochyra & Ochyra
- Schistidium maritimum (Sm. ex R. Scott) Bruch & Schimp.
- Schistidium memnonium J.Guerra
- Schistidium microphyllum (Cardot) Ochyra & Bedn.-Ochyra
- Schistidium microtheca (Cardot) Ochyra & Bedn.-Ochyra
- Schistidium minimeperichaetiale (R. Br. bis) Ochyra
- Schistidium mitchellii (R. Br. bis) Ochyra
- Schistidium mucronatum H.H.Blom, Shevock, D.G. Long & Ochyra
- Schistidium oamaruense (R. Br. bis) Ochyra
- Schistidium obscurum H.H.Blom, Köckinger & Ignatova
- Schistidium occidentale (E. Lawton) S.P. Churchill
- Schistidium olivaceum (Herzog) Ochyra & J. Muñoz
- Schistidium oranicum (Müll. Hal.) Ochyra
- Schistidium papillosum Culm.
- Schistidium perichaetiale (P. de la Varde) Ochyra
- Schistidium perplexum (Thér.) Ochyra
- Schistidium platyphyllum (Mitt.) Perss.
- Schistidium poeltii H.H.Blom
- Schistidium praemorsum (Müll. Hal.) Herzog
- Schistidium pruinosum (Wilson ex Schimp.) G. Roth
- Schistidium pseudorivulare (Kindb.) Ochyra
- Schistidium pulchrum H.H.Blom
- Schistidium readeri (Broth.) Ochyra & J. Muñoz
- Schistidium recurvum H.H.Blom
- Schistidium relictum T.T. McIntosh, H.H.Blom & Ignatova
- Schistidium revisum (R. Br. bis) Ochyra
- Schistidium riparium H.H.Blom, Shevock, D.G. Long & Ochyra
- Schistidium rivulare (Brid.) Podp.
- Schistidium rivulariopsis (R.S. Williams) Ochyra
- Schistidium robustum (Nees & Hornsch.) H.H.Blom
- Schistidium saxatile (Mitt.) Ochyra
- Schistidium scabrifolium (Broth.) H.A. Mill., H. Whittier & B. Whittier
- Schistidium scabripes (E.B. Bartram) Deguchi
- Schistidium scabripilum Ignatova & H.H.Blom
- Schistidium scandicum H.H.Blom
- Schistidium searellii (R. Br. bis) Ochyra
- Schistidium serratomucronatum (Müll. Hal.) Ochyra
- Schistidium sibiricum Ignatova & H.H.Blom
- Schistidium sinensiapocarpum (Müll. Hal.) Ochyra
- Schistidium sordidum I.Hagen
- Schistidium spinosum H.H.Blom & Lüth
- Schistidium splendens T.T. McIntosh, H.H.Blom, D.R. Toren & Shevock
- Schistidium squamatulum (Herzog) Ochyra & J. Muñoz
- Schistidium squarrosum T.T. McIntosh, H.H.Blom, D.R. Toren & Shevock
- Schistidium steerei Ochyra
- Schistidium stirlingii (Müll. Hal.) Ochyra
- Schistidium streptophyllum (Sull.) Herzog
- Schistidium strictum (Turner) Loeske ex Mårtensson
- Schistidium subconfertum (Broth.) Deguchi
- Schistidium subflaccidum (Kindb.) H.H.Blom
- Schistidium subincurvum (Austin) Ochyra
- Schistidium subjulaceum H.H.Blom
- Schistidium submuticum Zick. ex H.H.Blom
- Schistidium succulentum Ignatova & H.H.Blom
- Schistidium tenerum (J.E. Zetterst.) Nyholm
- Schistidium tenuinerve Ignatova & H.H.Blom
- Schistidium teretinerve (Limpr.) Limpr.
- Schistidium torreyanum (Brid.) Ochyra
- Schistidium trichodon (Brid.) Poelt
- Schistidium truncatoapocarpum (Müll. Hal.) Ochyra
- Schistidium turbinatum (R. Br. bis) Ochyra
- Schistidium umbrosum (J.E. Zetterst.) H.H.Blom
- Schistidium urceolare (Schleich. ex Nees & Hornsch.) Ochyra
- Schistidium urnulaceum (Müll. Hal.) B.G. Bell
- Schistidium venetum H.H.Blom
- Schistidium viride H.H.Blom & Darigo
- Schistidium wrightii Ochyra
- Schistidium yaulense (Broth.) Ochyra & J. Muñoz